# Saison 1961-1962 de l'AS Saint-Étienne
Chronologie
Saison précédente Saison suivante
Cette page présente la saison 1961-1962 de l'AS Saint-Étienne. Le club évolue en Division 1, en Coupe de France, et joue également le Trophée des Champions.

## Résumé de la saison
- Le club termine 17e au championnat cette saison et se retrouve relégué en Division 2 la saison prochaine. Une première depuis 1945.
- Malgré ce mauvais championnat, le club va tout de même gagner la Coupe de France cette année. Il s’agit de son premier trophée dans cette catégorie.
- Henri Guérin est le nouvel entraîneur cette saison. Il arrive en provenance de Rennes. Mais, devant les mauvais résultats enregistrés en championnat, il est remplacé par François Wicart le 26 mars 1962

## Équipe professionnelle

### Transferts
Sont considérés comme arrivées, des joueurs n’ayant pas joué avec l’équipe 1 la saison précédente.
| Nom                | Nationalité | Poste     | Transfert      | Provenance/Destination | Division                              |
| ------------------ | ----------- | --------- | -------------- | ---------------------- | ------------------------------------- |
| Arrivées           |             |           |                |                        |                                       |
| Maryan Paszko      |             | Gardien   | -              | -                      | La Combelle                           |
| Régis Courbon      |             | Défenseur | -              | -                      | -                                     |
| Gérard Russier     |             | Attaquant | -              | -                      | Formé au club                         |
| Jean-Claude Baulu  |             | Attaquant | Transfert      | US Valenciennes-Anzin  | Formé au club                         |
| Jacques Faivre     |             | Attaquant | Transfert      | Stade rennais UC       | Division 1                            |
| Départs            |             |           |                |                        |                                       |
| René Donoyan       |             | Gardien   | -              | -                      | N’a pas joué en équipe 1 cette saison |
| François Wicart    |             | Défenseur | Arrêt carrière | -                      | -                                     |
| Robert Szczepaniak |             | Milieu    | Transfert      | RC Strasbourg          | Division 1                            |
| Aimé Jacquet       |             | Milieu    | -              | -                      | N’a pas joué en équipe 1 cette saison |
| Ginès Gonzales     |             | Attaquant | Transfert      | RC Strasbourg          | Division 1                            |
| Gérard Coinçon     |             | Attaquant | Transfert      | RC Strasbourg          | Division 1                            |

### Championnat

#### Matchs allers
| Date       | N o | Adversaire         | Lieu | Résultat | Buteurs pour Saint-Étienne                              | Points | Classement |
| ---------- | --- | ------------------ | ---- | -------- | ------------------------------------------------------- | ------ | ---------- |
| 20/08/1961 | J01 | Monaco             | Ext. | 1 - 0    | -                                                       | 0      | 15         |
| 27/08/1961 | J02 | Nîmes Olympique    | Dom. | 5 - 0    | Peyroche 32e, Guillas 47e 89e, Veggia 77e, Oleksiak 82e | 2      | 8          |
| 02/09/1961 | J03 | SO Montpellier     | Dom. | 1 – 1    | Veggia 64e                                              | 3      | 10         |
| 06/09/1961 | J04 | Stade de Reims     | Ext. | 1 – 1    | Liron 38e                                               | 4      | 8          |
| 10/09/1961 | J05 | RC Lens            | Dom. | 3 - 4    | Peyroche 24e, Liron 40e, Russier 50e                    | 4      | 12         |
| 16/09/1961 | J06 | OGC Nice           | Ext. | 3 - 1    | Rijvers 51e                                             | 4      | 15         |
| 20/09/1961 | J07 | FC Sochaux         | Dom. | 2 – 2    | Liron 84e, Peyroche 89e                                 | 5      | 15         |
| 25/09/1961 | J08 | Le Havre AC        | Ext. | 1 - 0    | -                                                       | 5      | 17         |
| 01/10/1961 | J09 | FC Rouen           | Dom. | 2 - 0    | Domingo 17e, Liron 53e                                  | 7      | 14         |
| 04/10/1961 | J10 | Stade français FC  | Ext. | 1 – 1    | Domingo 87e                                             | 8      | 14         |
| 08/10/1961 | J11 | FC Metz            | Dom. | 2 – 2    | Liron 12e, Bordas 86e                                   | 9      | 13         |
| 15/10/1961 | J12 | Olympique lyonnais | Dom. | 2 - 0    | Faivre 43e, Baulu 69e                                   | 11     | 11         |
| 22/10/1961 | J13 | Stade rennais UC   | Ext. | 1 – 1    | Liron 83e                                               | 12     | 11         |
| 25/10/1961 | J14 | Toulouse           | Dom. | 4 - 1    | Liron 7e 71e, Guillas 27e 70e                           | 14     | 10         |
| 29/10/1961 | J15 | UA Sedan-Torcy     | Ext  | 1 - 0    | -                                                       | 14     | 11         |
| 01/11/1961 | J16 | RC Paris           | Dom. | 1 – 1    | Rijvers 51e (pen.)                                      | 15     | 10         |
| 25/04/1962 | J17 | RC Strasbourg      | Ext. | 2 - 1    | Liron 51e                                               | 15     | 17         |
| 22/11/1961 | J18 | FC Nancy           | Dom. | 1 – 1    | Ferrier 64e                                             | 16     | 12         |
| 19/11/1961 | J19 | Angers SCO         | Ext. | 2 - 1    | Faivre 47e                                              | 16     | 13         |

#### Matchs retours
| Date       | N o | Adversaire         | Lieu | Résultat | Buteurs pour Saint-Étienne                          | Points | Classement |
| ---------- | --- | ------------------ | ---- | -------- | --------------------------------------------------- | ------ | ---------- |
| 26/11/1961 | J20 | FC Rouen           | Ext. | 3 - 1    | Poulain 20e (csc)                                   | 16     | 13         |
| 03/12/1961 | J21 | Stade de Reims     | Dom. | 2 - 0    | Faivre 64e 87e                                      | 18     | 12         |
| 24/12/1961 | J22 | Monaco             | Dom. | 5 - 1    | Guillas 54e, Liron 56e 86e, Rijvers 62e, Faivre 83e | 20     | 11         |
| 31/12/1961 | J23 | FC Metz            | Ext. | 6 - 0    | -                                                   | 20     | 11         |
| 14/01/1962 | J24 | Toulouse           | Ext. | 2 - 1    | Faivre 75e                                          | 20     | 13         |
| 21/01/1962 | J25 | Angers SCO         | Dom. | 2 - 3    | Liron 42e , Herbin 45e                              | 20     | 15         |
| 04/02/1962 | J26 | FC Nancy           | Ext. | 2 - 1    | Ferrier 27e                                         | 20     | 17         |
| 11/02/1962 | J27 | UA Sedan-Torcy     | Dom. | 1 - 0    | Guillas 16e (pen.)                                  | 22     | 16         |
| 25/01/1962 | J28 | OGC Nice           | Dom. | 1 - 2    | Rijvers 76e                                         | 22     | 17         |
| 21/03/1962 | J29 | FC Sochaux         | Ext. | 0 - 2    | Ferrier 43e, Herbin 76e                             | 24     | 16         |
| 01/03/1962 | J30 | RC Strasbourg      | Dom. | 0 - 1    | -                                                   | 24     | 18         |
| 25/03/1962 | J31 | Olympique lyonnais | Ext. | 4 - 0    | -                                                   | 24     | 16         |
| 29/03/1962 | J32 | Le Havre AC        | Dom. | 1 – 1    | Guillas 90e (pen.)                                  | 25     | 17         |
| 08/04/1962 | J33 | RC Paris           | Ext. | 1 - 2    | Rijvers 9e, Liron 75e                               | 27     | 17         |
| 15/04/1962 | J34 | Stade rennais UC   | Dom. | 2 - 1    | Liron 75e, Baulu 77e                                | 29     | 17         |
| 18/04/1962 | J35 | RC Lens            | Ext. | 2 - 1    | Guillas 23e                                         | 29     | 17         |
| 22/04/1962 | J36 | Nîmes Olympique    | Ext. | 1 - 0    | -                                                   | 29     | 17         |
| 29/04/1962 | J37 | Stade français FC  | Dom. | 1 – 1    | Mitoraj 30e                                         | 30     | 17         |
| 20/05/1962 | J38 | SO Montpellier     | Ext. | 4 - 3    | Liron 23e 44e, Herbin 57e                           | 30     | 17         |

#### Classement final
En cas d'égalité entre deux clubs, le premier critère de départage est la moyenne de buts.
| Rang | Équipe             | Pts | J  | G  | N  | P  | Bp | Bc | GA    |
| ---- | ------------------ | --- | -- | -- | -- | -- | -- | -- | ----- |
| 1    | Stade de Reims     | 48  | 38 | 21 | 6  | 11 | 83 | 60 | 1,383 |
| 2    | RC Paris           | 48  | 38 | 21 | 6  | 11 | 86 | 63 | 1,365 |
| 3    | Nîmes Olympique    | 47  | 38 | 21 | 5  | 12 | 68 | 60 | 1,133 |
| 4    | FC Nancy           | 44  | 38 | 16 | 12 | 10 | 52 | 46 | 1,13  |
| 5    | UA Sedan-Torcy     | 43  | 38 | 16 | 11 | 11 | 63 | 49 | 1,286 |
| 6    | AS Monaco FC T     | 43  | 38 | 17 | 9  | 12 | 65 | 57 | 1,14  |
| 7    | RC Lens            | 42  | 38 | 19 | 4  | 15 | 67 | 52 | 1,288 |
| 8    | SO Montpellier P   | 39  | 38 | 15 | 9  | 14 | 69 | 64 | 1,078 |
| 9    | FC Rouen           | 38  | 38 | 14 | 10 | 14 | 57 | 56 | 1,018 |
| 10   | Stade français FC  | 38  | 38 | 13 | 12 | 13 | 58 | 57 | 1,018 |
| 11   | Toulouse FC        | 38  | 38 | 16 | 6  | 16 | 62 | 61 | 1,016 |
| 12   | Stade rennais UC   | 38  | 38 | 13 | 12 | 13 | 58 | 63 | 0,921 |
| 13   | OGC Nice           | 38  | 38 | 16 | 6  | 16 | 53 | 64 | 0,828 |
| 14   | Angers SCO         | 36  | 38 | 13 | 10 | 15 | 56 | 59 | 0,949 |
| 15   | RC Strasbourg P    | 34  | 38 | 12 | 10 | 16 | 45 | 54 | 0,833 |
| 16   | Olympique lyonnais | 33  | 38 | 13 | 7  | 18 | 57 | 62 | 0,919 |
| 17   | AS Saint-Étienne C | 30  | 38 | 10 | 10 | 18 | 55 | 60 | 0,917 |
| 18   | FC Sochaux P       | 28  | 38 | 8  | 12 | 18 | 55 | 69 | 0,797 |
| 19   | Le Havre AC        | 28  | 38 | 7  | 14 | 17 | 34 | 57 | 0,596 |
| 20   | FC Metz P          | 27  | 38 | 9  | 9  | 20 | 49 | 79 | 0,62  |

Victoire à 2 points
Qualifications européennes
- 1er : qualifié pour la Coupe des clubs champions européens
- Vainqueur de la Coupe de France : qualifié pour la Coupe d'Europe des vainqueurs de coupe

Relégation
- 17e, 18e, 19e et 20e : relégation en Division 2

Abréviations
T : Tenant du titre

C : Vainqueur de la Coupe de France 1961-62

P : Promus de Division 2
- Les quatre premiers du classement de D2 obtiennent la montée en D1, à savoir le FC Grenoble, l'US Valenciennes-Anzin, le FC Girondins de Bordeaux et l'Olympique de Marseille.

### Coupe de France

#### Tableau récapitulatif des matchs
| Date       | N o              | Adversaire    | Lieu                             | Résultat | Buteurs pour Saint-Étienne          | Suite                           |
| ---------- | ---------------- | ------------- | -------------------------------- | -------- | ----------------------------------- | ------------------------------- |
| 07/01/1962 | 32èmes de finale | Le Mans UC 72 | Stade de la Vallée du Cher,Tours | 3 - 1    | Ferrier 9e, Baulu 40e, Guillas 46e  | Qualifiés pour le prochain tour |
| 28/01/1962 | 16èmes de finale | Toulouse FC   | Stade Vélodrome,Marseille        | 1 - 0    | Baulu 12e                           | Qualifiés pour le prochain tour |
| 18/02/1962 | 8èmes de finale  | RC Lens       | Parc des Princes, Paris          | 3 - 0    | Baulu 15e, Rijvers 69e, Ferrier 78e | Qualifiés pour le prochain tour |
| 11/03/1962 | Quarts de finale | AS Béziers    | Stade Vélodrome,Marseille        | 3 - 0    | Baulu 12e 20e 63e                   | Qualifiés pour les demi-finales |
| 01/04/1962 | Demi-finale      | SCO Angers    | Parc des Princes, Paris          | 1 - 0    | Oleksiak 24e                        | Qualifié pour la finale         |
| 13/05/1962 | Finale           | FC Nancy      | Stade Yves du Manoir,Colombes    | 1 - 0    | Baulu 86e                           | Vainqueur                       |

### Trophée des Champions

#### Tableau récapitulatif des matchs
| Date       | N o    | Adversaire | Lieu                                  | Résultat | Buteurs pour Saint-Étienne            | Suite     |
| ---------- | ------ | ---------- | ------------------------------------- | -------- | ------------------------------------- | --------- |
| 29/06/1962 | Finale | Reims      | Stade municipal de Beaublanc, Limoges | 4 - 3    | Faivre 25e 81e, Liron 66e, Herbin 81e | Vainqueur |

### Statistiques

#### Équipe-type
| \| Abbes Polny (Sbaïz) Tylinski Herbin Casado (Bordas) Domingo Ferrier Guillas (Oleksiak) Liron (Faivre) Baulu Rijvers \| Équipe-type de la saison 1961-1962 |
| Abbes Polny (Sbaïz) Tylinski Herbin Casado (Bordas) Domingo Ferrier Guillas (Oleksiak) Liron (Faivre) Baulu Rijvers                                          |

#### Buteurs
| Place | Nom                  | Division 1 | Coupe de France | Challenge des Champions | TOTAL des BUTS |
| 1     | Ginès Liron          | 16 buts    | -               | 1 but                   | 17 buts        |
| 2     | Roland Guillas       | 8 buts     | 1 but           | -                       | 9 buts         |
| 2     | Jean-Claude Baulu    | 2 buts     | 7 buts          | -                       | 9 buts         |
| 4     | Jacques Faivre       | 5 buts     | -               | 2 buts                  | 7 buts         |
| 5     | Kees Rijvers         | 5 buts     | 1 but           | -                       | 6 buts         |
| 6     | René Ferrier         | 3 buts     | 2 buts          | -                       | 5 buts         |
| 7     | Robert Herbin        | 3 buts     | -               | 1 but                   | 4 buts         |
| 8     | Georges Peyroche     | 3 buts     | -               | -                       | 3 buts         |
| 9     | René Domingo         | 2 buts     | -               | -                       | 2 buts         |
| 9     | Jean Oleksiak        | 1 but      | 1 but           | -                       | 2 buts         |
| 9     | Jacques Veggia       | 2 buts     | -               | -                       | 2 buts         |
| 12    | Roland Mitoraj       | 1 but      | -               | -                       | 1 but          |
| 12    | Jean-Baptiste Bordas | 1 but      | -               | -                       | 1 but          |
| 12    | Gérard Russier       | 1 but      | -               | -                       | 1 but          |
| #     | contre son camp      | 1 but      | -               | -                       | 1 but          |
| Total | 14 buteurs           | 55 buts    | 12 buts         | 4 buts                  | 71 buts        |

Date de mise à jour : le 27 novembre 2014.

#### Affluences
Affluence de l'AS Saint-Étienne à domicile

### Équipe de France
5  stéphanois auront les honneurs de l’Equipe de France cette saison : René Ferrier  avec  4 sélections, Roland Guillas avec 2 sélections, Jacques Faivre avec 2 sélections et une sélection pour Georges Peyroche et Robert Herbin.
| Joueurs          | Position  | Date       | Lieu      | Adversaire | Type rencontre               | Score | Temps de jeu | Buts   |
| Jacques Faivre   | Attaquant | 28.09.1961 | Paris     | Finlande   | Eliminatoires Coupe du monde | 5 - 1 | 90           | 6e 41e |
| Jacques Faivre   | Attaquant | 18.10.1961 | Bruxelles | Belgique   | Amical                       | 3- 0  | 90           | -      |
| René Ferrier     | Milieu    | 12.11.1961 | Sofia     | Bulgarie   | Eliminatoires Coupe du monde | 1- 0  | 90           | -      |
| René Ferrier     | Milieu    | 10.12.1961 | Colombes  | Espagne    | Amical                       | 1 – 1 | 90           | -      |
| René Ferrier     | Milieu    | 16.12.1961 | Milan     | Bulgarie   | Eliminatoires Coupe du monde | 1- 0  | 90           | -      |
| René Ferrier     | Milieu    | 11.04.1962 | Paris     | Pologne    | Amical                       | 1 - 3 | 90           | -      |
| Roland Guillas   | Attaquant | 12.11.1961 | Sofia     | Bulgarie   | Eliminatoires Coupe du monde | 1- 0  | 90           | -      |
| Roland Guillas   | Attaquant | 11.04.1962 | Paris     | Pologne    | Amical                       | 1 - 3 | 55           | -      |
| Georges Peyroche | Milieu    | 12.11.1961 | Sofia     | Bulgarie   | Eliminatoires Coupe du monde | 1- 0  | 90           | -      |
| Robert Herbin    | Défenseur | 11.04.1962 | Paris     | Pologne    | Amical                       | 1 - 3 | 90           | -      |

1  stéphanois aura les honneurs de l’Equipe de France Espoirs cette saison  en la personne de Georges Polny
| Joueurs       | Position  | Date       | Lieu  | Adversaire | Type rencontre | Score | Temps de jeu | Buts |
| Georges Polny | Défenseur | 06.05.1962 | Paris | R.F.A.     | Amical         | 3 - 0 | 90           | -    |